# Mariam Hernández
Mariam Hernández (Fuerteventura, Las Palmas; 25 de abril de 1981) es una actriz española.

## Biografía
En 1999, con 18 años dejó Fuerteventura para trasladarse a Madrid para estudiar Comunicación audiovisual.
Trabajó en la serie Cuestión de sexo, interpretando a Paloma, la hermana de Elena (Carmen Ruiz). En dicha serie participó junto a Alejandro Tous, quien interpretó a Mario en la serie, el ginecólogo de Elena. Tras tres temporadas, la serie se canceló debido a la escasez de audiencia.
Anteriormente trabajaba en la serie La tira como cajera de un supermercado. Atendía la caja número 01, junto a "La Yoli" (Esther Rivas) y Manolo (Diego Paris).
Desde noviembre de 2012 hasta febrero de 2013, interpretó a Daniela Marcos en Fenómenos en Antena 3.
Desde 2014 hasta 2016, interpretó a Nieves en Gym Tony en Cuatro.Ha interpretado a Henar Pacheco en Amar es para siempre en Antena 3.
En 2019, se estrenó la película ¿Qué te juegas?, en la que compartió protagonismo con Amaia Salamanca y Javier Rey, entre otros.
En 2023, fichó por Mía es la venganza, la nueva serie de Telecinco interpretando a Ana Blasco, junto a Lydia Bosch, Natalia Rodríguez y José Sospedra.
En el mes de octubre de 2023, fichó por 4 estrellas, serie diaria de La 1 interpretando a Laura Duque, junto a Toni Acosta, Dafne Fernández, Marta Aledo, entre otros.
En 2025 participó en la coproducción hispano-alemana Weiss & Morales, interpretando a Sara, la mujer del protagonista, Raúl Morales (Miguel Ángel Silvestre).

## Vida personal
En verano de 2019 anunciaba que está embarazada de su primer hijo.Es madre soltera tras concebir a su hija mediante inseminación artificial.

## Filmografía

### Televisión
| Año         | Título                         | Cadena               | Personaje                | Episodios     |
| ----------- | ------------------------------ | -------------------- | ------------------------ | ------------- |
| 2006        | El comisario                   | Telecinco            |                          | 1 episodio    |
| 2008        | Los hombres de Paco            | Antena 3             |                          | 1 episodio    |
| 2008 - 2009 | La tira                        | La Sexta             | Jessica "Jessy" Martínez |               |
| 2008        | Impares                        | Antena 3             |                          | 1 episodio    |
| 2009        | Cuestión de sexo               | Cuatro               | Paloma                   | 10 episodios  |
| 2009        | Bicho malo (nunca muere)       | Neox                 |                          | 2 episodios   |
| 2010        | Tierra de lobos                | Telecinco            | Jimena                   | 1 episodio    |
| 2011        | Plaza de España                | La 1                 | Remedios                 | 12 episodios  |
| 2011        | BuenAgente                     | La Sexta             |                          | 1 episodio    |
| 2012 - 2013 | Fenómenos                      | Antena 3             | Daniela Marcos           | 9 episodios   |
| 2013        | Gran Reserva                   | La 1                 | Ana                      | 8 episodios   |
| 2014 - 2016 | Gym Tony                       | Cuatro               | Nieves López Gómez       | 373 episodios |
| 2015        | Aquí Paz y después Gloria      | Telecinco            | Pilar                    | 1 episodio    |
| 2016        | Cuatro estaciones en La Habana | Netflix              | Lisette                  | 1 episodio    |
| 2016 - 2017 | Amar es para siempre           | Antena 3             | Henar Pacheco Bravo      | 256 episodios |
| 2019        | Antes de perder                | Playz                | Jana                     | 7 episodios   |
| 2021        | Besos al aire                  | Disney+ / Telecinco  | Luisa                    | 2 episodios   |
| 2023        | Mía es la venganza             | Telecinco / Divinity | Ana Blasco               | 36 episodios  |
| 2023        | 4 estrellas                    | La 1                 | Laura Duque              | 5 episodios   |
| 2025        | Weiss & Morales                | La 1                 | Sara                     | 4 episodios   |

### Largometrajes
- No controles (2010), como Laura. Dir. Borja Cobeaga
- Juegos de lucha (2010)
- Seis puntos sobre Emma (2011), como Lucía. Dir. Roberto Pérez Toledo
- Solo para dos (2013)
- Del lado del verano (2013)
- Vientos de Cuaresma (2016)
- Noctem (2016)
- Vientos de La Habana (2016), como Lissette. Dir. Félix Viscarret
- Zona Hostil (2017), como Sargento Castro. Dir. Adolfo Martínez Pérez
- El mejor verano de mi vida (2018)
- ¿Qué te juegas? (2019)
- Hasta que la boda nos separe (2020)
- Superagente Makey (2020)
- El refugio (2021)
- Todos lo hacen (2022)

### Cortometrajes
- Muñecas (2005)
- ¡Tía, no te saltes el eje!,[9] como "La Vane". Dir. Kike Narcea (2006)
- Pegamento (2006)
- Tía no te saltes el eje contra Blue Demon[10] (2007)
- ¡Tía, no te saltes el eje! 2[11] (2008)
- Murc1a[12] (2009)
- El punto rojo (2010)
- Labios[13] (2011)
- Doble check[14] (2012)
- Curvas[15] (2012)
- Valentina[16] (2014)
- Push Up[17] (2013) Junto con Julián López
- Runner[18] (2014) Junto con Antonio Velázquez
- Hostiable[19] (2015) Junto con Berto Romero
- Amandine (2019)

### Teatro
- La katarsis del tomatazo. Sala Mirador. (2003-2006).
- Antígona de Jean Anouilh. Dirigida por Eduardo Navarro. (2003).
- La sorpresa del cofre. Compañía La Joya de la Corona. (2006).
- Desordances 2 Compañía de danza (break dance, hip hop) dirigida por Dani Panullo. (2007-2008).

### Videoclips
- Tus siete diferencias de Manos de Topo (2011)

## Premios y nominaciones
2012
- Ganadora del Premio a la Mejor Actriz en el IX Festival de Cine de Comedia de Tarazona y el Moncayo "Paco Martínez Soria" por Curvas.[20]
- Ganadora del Premio a la Mejor Actriz en el Dieciminuti Film Festival de Italia por Curvas.[21]
- Nominada como Mejor Actriz en el Festival de Internacional de cortometrajes de Valencia "Cortos en off" por Curvas.[22]
- Nominada como Mejor Actriz en el V Festival de Cortos Villamayor de Cine por Curvas.[23]
- Nominada como Mejor Actriz en el Houston Comedy Film Festival por Push Up.[24]

2014
- Nominada como Mejor Actriz en el Flager Film Festival por Runner (Florida, EUA).[25]
- Nominada como Mejor Actriz en el Houston Comedy Film Festival por Runner.[24]
- Nominada como Actriz Revelación en el festival de los Goya (apareciendo en la primera lista de 50 seleccionados).

2019
- Ganadora del premio a Mejor Interpretación, en el Festival Internacional de Cine de Castilla y León, por su papel en el corto "Amandine".